# Wohnhaus Kumpfmühler Straße 42 (Regensburg)

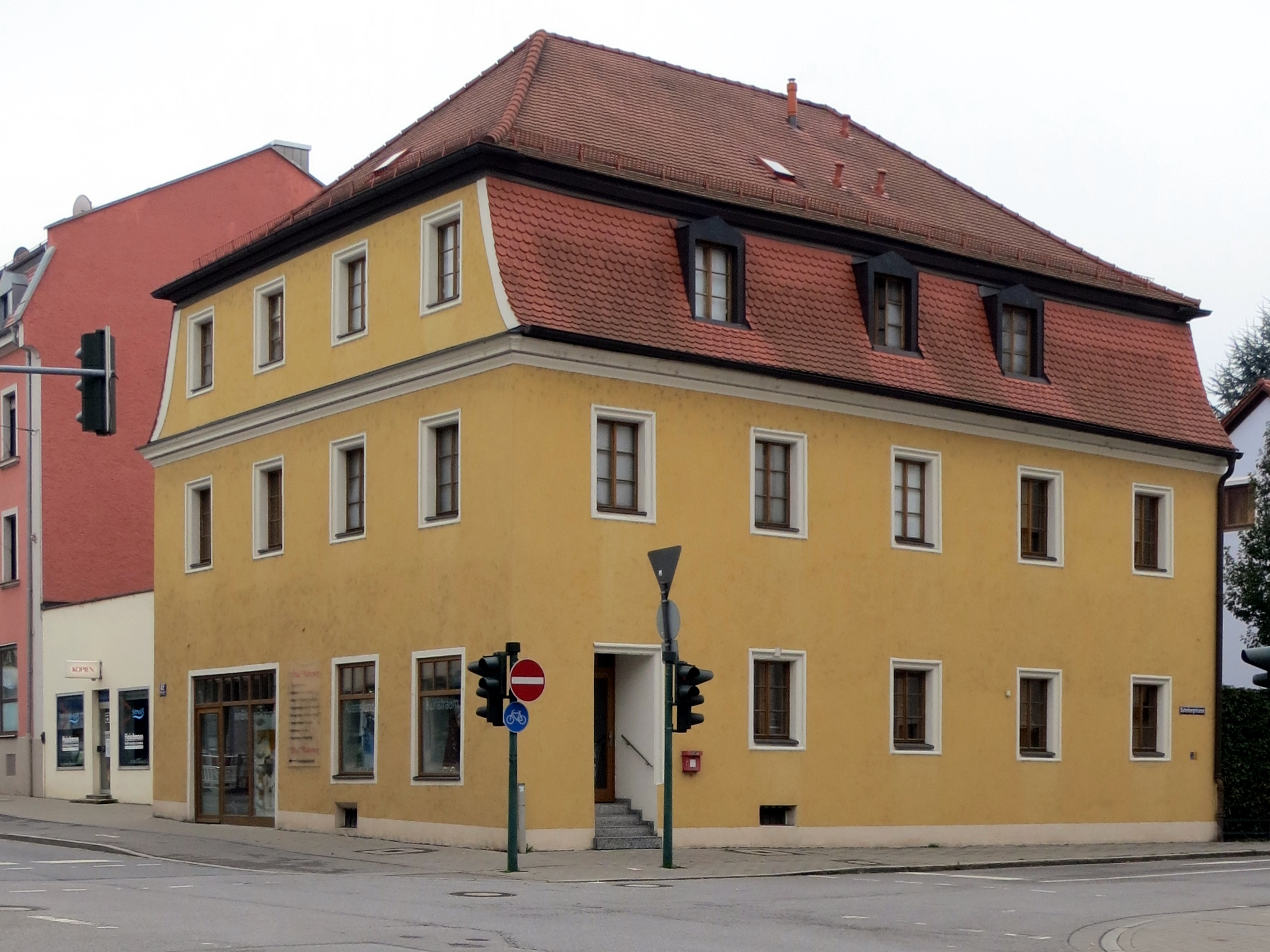
Wohnhaus Kumpfmühler Straße 42 (Regensburg)

Das Wohnhaus in der Kumpfmühler Straße 42 ist ein Haus im Regensburger Stadtteil Kumpfmühl. Es steht unter Denkmalschutz.

## Geschichte
Das Gebäude ist schriftlich erstmals in den Bauakten um 1833 erwähnt, ist jedoch sicherlich älter. Der Bau macht einen barocken Eindruck. Das Landesamt (BLfD) schätzt den Bau auf „um 1800“. Im Katasterplan des Jahres 1811 ist an dieser Stelle bereits das Gebäude eingezeichnet. Damals gehörte der Grund zum Stift Niedermünster, das dort über weite Gartenflächen verfügte und das Gebäude vermutlich zur Bewirtschaftung und Verwaltung der Gartenanlagen verwendete.
Das Erdgeschoss wurde mehrfach umgebaut und umgestaltet.

Das Gebäude wurde im Jahr 2007 umfassend saniert. Dabei wurde ein Anbau (vermutlich Wagenremise) auf der Westseite des Gebäudes abgerissen.

## Architektur
Im Keller findet sich ein barockes Ziegelgewölbe. Im Erdgeschoss ist der Raum im Nordosten des Gebäudes noch mit originalem Gewölbe erhalten.
Das Gebäude besitzt zwei Vollgeschosse, das an den Giebelseiten durch vier-, an der nördlichen und südlichen Längsseite durch fünf Fensterachsen gegliedert ist. Das obere Vollgeschoss wird durch ein Gurtgesims gegenüber dem Dach abgeschlossen (nicht am Westgiebel).
Das Dach ist als Mansard-/Schopfwalmdach ausgeführt. In das Mansarddach sind jeweils drei Fenstergauben eingebaut, die gemauerten Giebelseiten weisen vier Fensterachsen wie das Obergeschoss auf. Die Fenster sind mit stukierten und farblich abgesetzten Rundprofilen einfasst.